# Marc Seales
Marc Seales és un pianista de jazz estatunidenc associat amb el post-bop. Una mostra de la seva música, anomenada «Highway Blues», es pot trobar a la carpeta Música de Mostra a la majoria de les ordinadors amb Windows XP.
Professor de Piano Jazz a la Universitat de Washington a Seattle, Seales ha treballat amb Benny Carter, Bobby Hutcherson i Art Pepper. Els seus grups inclouen New Stories (Històries Noves) i el Quartet Marc Seale. Seale va guanyar el Premi Earshot Jazz Golden Ear al Millor Instrumentista el 1999, i Windows XP inclou Highway Blues com la mostra de música per defecte.
Va ser admès al Earshot Hall of Fame el 2009, amb el trombonista Stuart Dempster.

## Discografia

### AmbNew Stories
- Circled by Hounds (1995, fes-ho tu mateix)
- Remember Why (1997, Origin Records)
- Speakin' Out (1999, Origin Records)
- Hope Is In the Air: The Music of Elmo Hope (2004, Origin Records)

### Solo
- A Time, a Place, a Journey, CD en viu (2004, Origin Records)